# Tesoro dei Sifni
Il Tesoro dei Sifni è un edificio ionico, distilo in antis con due cariatidi, costruito intorno al 530-525 a.C., donato nel santuario di Apollo a Delfi dalla città di Sifno. I materiali originali appartenenti alla decorazione ritrovati nel sito archeologico di Delfi sono esposti nel museo locale; una sua ricostruzione è stata invece posta lungo la Via Sacra che conduce al santuario.

## Storia
Il tesoro è stato datato in base a testimonianze scritte a poco prima del 525 a.C. Erodoto narra che gli abitanti della piccola isola di Sifno nelle Cicladi, diventati ricchi grazie allo sfruttamento di miniere di metalli preziosi, vollero erigere un tesoro a Delfi e chiesero all'oracolo quanto sarebbe durata la loro ricchezza. Questo episodio viene narrato insieme ad altri avvenimenti relativi alla preparazione della spedizione di Cambise II di Persia contro l'Egitto nel 524 a.C., dunque in quest'epoca il Tesoro dei Sifni doveva già essere stato eretto. L'edificio inoltre è stato identificato tramite Pausania: è il secondo dei thesauroi che egli registra nel suo percorso lungo la Via Sacra e che descrive come sontuosamente decorato e dipinto, in accordo con la descrizione di Erodoto. Per la sua costruzione i Sifni non dovettero badare a spese, pur trattandosi di un piccolo edificio, e non essendovi sulla loro isola alcuna tradizione artistica, dovettero rivolgersi ad artisti di chiara fama.
La datazione del Tesoro dei Sifni è importante come punto di riferimento cronologico e lo è particolarmente per il tipo femminile della Cariatide, col suo panneggio ionico, di cui esistono numerose varianti tra le korai ioniche o attiche dell'Acropoli ateniese.

## Descrizione

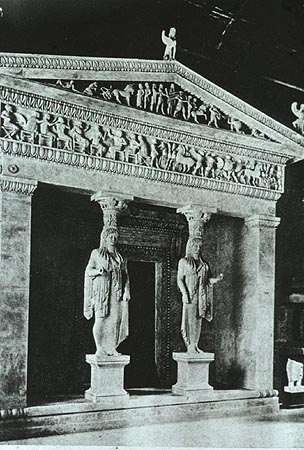
Il Tesoro dei Sifni

Il Tesoro dei Sifni era un edificio distilo con due cariatidi in sostituzione delle colonne poste tra i muri laterali del pronao; un notevole fregio - il primo esempio noto di fregio narrativo continuo in quella che diventerà la sua posizione canonica negli edifici ionici - corre al di sopra dell'architrave, serrato tra cornici di foglie e di boccioli di loto; il fregio affronta temi diversi in ognuno dei quattro lati (i nomi dei personaggi mitologici sono stati dipinti sullo sfondo) : una Gigantomachia sul lato nord, il giudizio di Paride sul lato ovest, il Concilio degli dei che dall'Olimpo assistono alla Guerra di Troia sul lato est e il Ratto delle Leucippidi (figlie di Leucippo, re della Messenia) da parte dei Dioscuri sul lato sud. Il frontone a ovest, corrispondente alla facciata di ingresso, raffigurava scene della battaglia di Troia e il frontone a est (l'unico rimasto) raffigura la Contesa del tripode delfico tra Apollo e Eracle.

## Stile

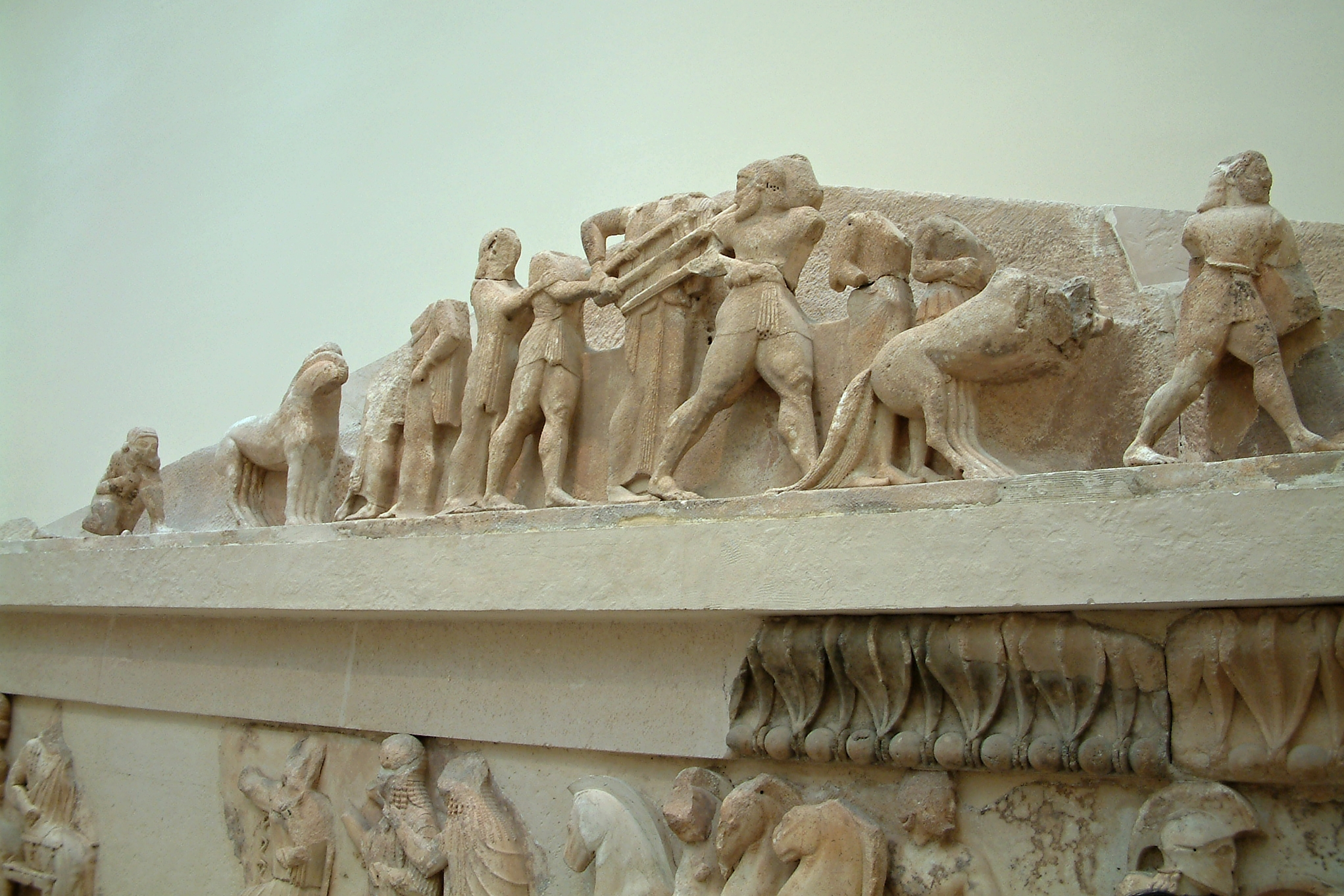
Bassorilievi

Ai fregi del Tesoro dei Sifni hanno collaborato due diverse officine: il frontone e i fregi meridionale e occidentale (quello anteriore) presentano tratti ionici, e sembrano essere opera di uno scultore più anziano, forse il direttore generale dei lavori, come spesso accadeva, ad un tempo architetto e scultore. I fregi orientale e settentrionale sembrano invece opera di un maestro occidentale, probabilmente ateniese. Mentre il maestro più anziano si mantiene fedele alla tradizione monumentale dell'alto arcaismo, a nord e a est un artista forse più giovane varia le profondità del rilievo e si avvale di convenzioni praticate dai ceramografi attici nei contemporanei vasi a figure rosse.
Nei lati sud e ovest, diversamente dalla variata profondità dei rilievi nord e est, sono stati utilizzati solo due piani: il piano delle figure e lo sfondo del rilievo. Le figure sono generalmente frontali o di profilo, lo scorcio è poco usato e si nota un senso limitato del movimento delle figure nello spazio. Che questo scultore fosse il più anziano e preminente artista in questo edificio è deducibile dalla assegnazione di quella che ne era, prima dell'allargamento della Via Sacra all'inizio del V secolo a.C., la parte anteriore. Lo stesso scultore è probabilmente responsabile anche delle cariatidi del portico.
L'ipotesi stilistica dell'esistenza di due differenti officine è confermata dall'iscrizione che si trova nel fregio settentrionale con la Gigantomachia, sullo scudo rotondo di un gigante.